# Heftalitter
Heftalittterne, af og til også kaldet De hvide hunner (og Hvide hunas, på iransk Spet Xyon og på Sanskrit for Sveta-huna), var et folk, som levede i Centralasien i det 5. til det 8. århundrede. De skabte et kejserrige, De kejserlige heftalittter, og de var militært betydningsfulde fra 450, da de besejrede Kidaritterne, og indtil 560, da de samlede styrker fra det Første tyrkiske khaganat og Sassanideriget besejrede dem. Efterr 560, dannede de "fyrstendømmer" inden for Tokharistan, under De vestlige tyrkers overhøjhed (i egnene nord for Oxus) og under Sassanideriget (i egnene syd for Oxus), indtil Tokhara Yabghus overtog dem i 625.

## Historie
Stormagtsheftalittterne stammede fra Bakrien, og de trængte østpå til Tarimbækkenet, vestpå til Sogdien og sydpå gennem Afghanistan. Derimod kom de aldrig længere end til Hindu-Kush, da landet var besat af alchonhunnerne, der tidligere fejlagtigt blev betragtet som en del af heftalittterne. De var en sammenslutning af stammer og omfattede både nomadiske og bofaste samfund, og de var en del af de fire større stater, der samlet blev kaldt Xyon (Xionitter) eller Huna. Før dem var der i Centralasien Kidaritterne og alkhon, efter dem kom nezakhunnerne og det første tyrkiske khaganat. Alle disse hunniske folkeslag er ofte blevet forbundet med de hunner, som invaderede Østeuropa i den samme periode. De omtales ofte som "hunner", men der er ikke enighed blandt forskere, om man kan foretage sådan en sammenkædning.
Heftalittternes base var Tokharistan (den sydlige del af nutidens Uzbekistan og det nordlige Afghanistan) på Hindu Kushs nordlige skråninger, og deres hovedstad var sandsynligvis Kunduz, da de kom fra området Badakhshan i øst. I 479 havde heftalittterne erobret Sogdien og drevet Kidaritterne længere mod øst, og i 493 havde de erobret dele af det nuværende Dzungariet og Tarimbækkenet (i den nordvestlige del af det nuværende Kina). Alchonhunnerne, der tidligere blev forvekslet med heftalittterne, trængte også ind i Nordindien.

## Navne og etnonymer
Heftalitterne kaldte sig selv for ēbodāl. Et enestående segl, som ligger i den private samling hos Professor Dr. Aman ur Rahman, og som blev offentliggjort af Nicholas Sims-Williams i 2011, viser en tidlig, heftalittisk regent med et rundt, skægløst ansigt og skrå, mandelformede øjne. Han bærer en strålekrone med en enkelt halvmåne og bliver omkranset af den baktriske tekst ηβοδαλο ββγο (= "Heftalitternes herre, Yabghu). Folkenavnet Ebodalo og titlen Ebodalo Yabghu, er også fundet i samtidige, baktriske dolumenter, hvor det betegner administrative funktioner under heftalitterne.
Byzantinske kilder betegnede dem som Hephthalitae (Ἐφθαλῖται),, Abdel eller Avdel. For armenerne var heftalitterne Hephthal, Hep't'al eller Tetal, og de blev af og til identificeret med Kushanerne. For perserne var heftalitterne Hephtal, Hephtel eller Hēvtāls. For araberne var de Haital, Hetal, Heithal, Haiethal, Heyâthelites, (al-)Hayațila (هياطلة), og de blev ofte identficeret som tyrker. Ifølge Togan (1985), Var formen Haytal i persiske og arabiske kilder under den første periode en præstelig fejltagelse i stedet for Habtal, da det arabiske "b" -b- ligner -y-.
De tilsvarende Kantonesiske og Koreansk (sprog) koreanske navne, Yipdaat og Yeoptal (koreansk: 엽달), som bevarer sider af den mellemkinesiske udtale (nogenlunde = yep-daht) bedre end den moderne, mandarinske udtale, er bedre i overensstemmelse med det græske Hephthalite. Visse kinesiske kronikører foreslår, at roden Hephtha- (som i Ye-ta-i-li-to eller Yada) teknisk set var en title, svarende til "kejser", Mens Hua var navnet på den dominerende stamme.
I det gamle Indien var navne som heftalit ukendte. Heftalitterne tilhørte tilsyneladende de folk, der var kendt i Indien som Hunaer eller Turushkaer, eller de afstammede fra dem, selv om disse navne kan have været i brug som betegnelser for større grupper eller om nabofolk. Den gamle tekst på Sanskrit, Pravishyasutra, nævner en folkegruppe, kaldet Havitaras, men det er uklart, om betegnelsen er brugt om heftalitterne. Inderne brugte også udtrykket "Hvide hunner" (Sveta Huna) om heftalitterne.